# Bismarckstraße 21 (Bad Kissingen)

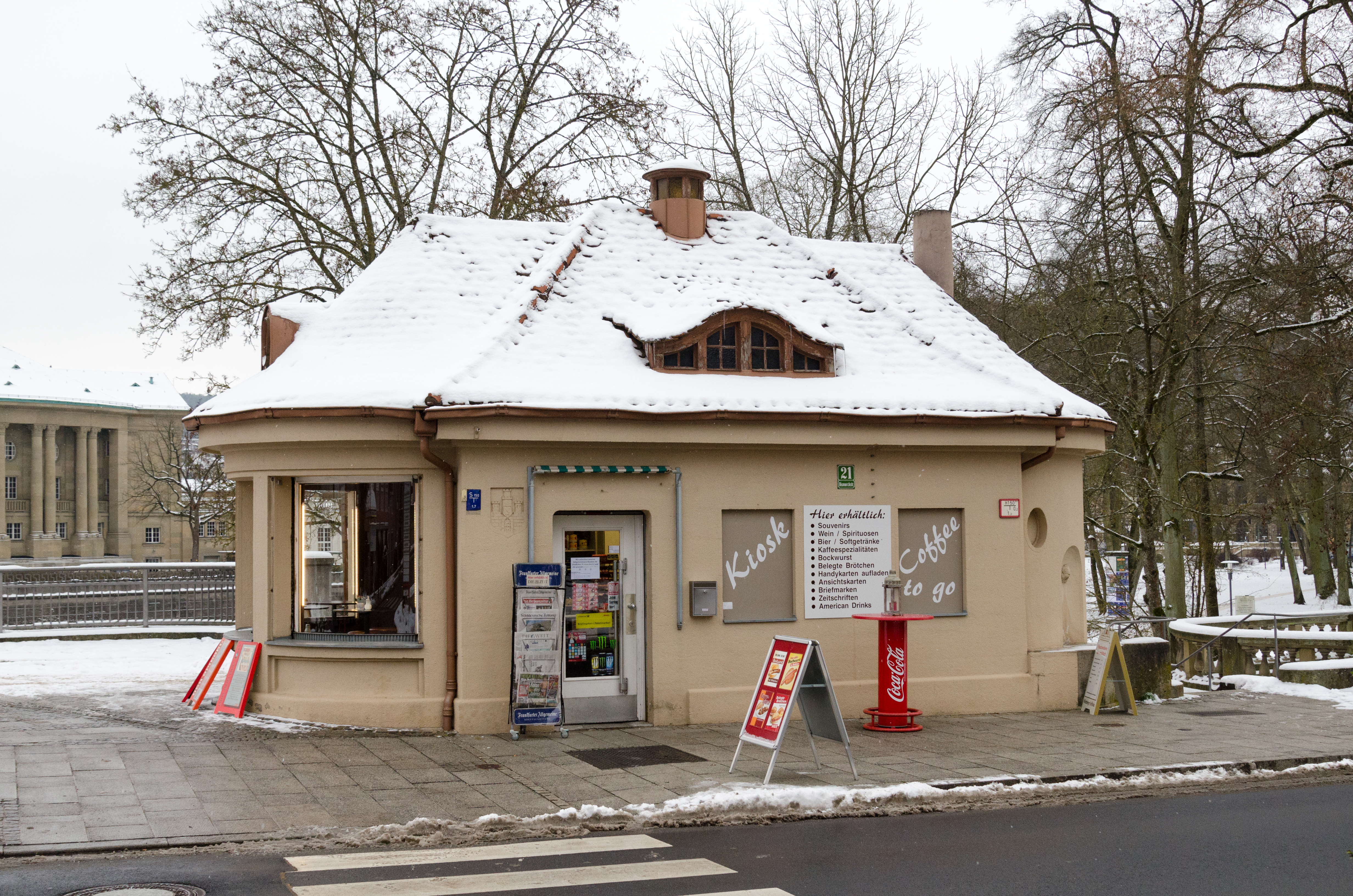
Bismarckstraße 21 in Bad Kissingen.

Der Kiosk Bismarckstraße 21 in der Bismarckstraße in Bad Kissingen, der Großen Kreisstadt des unterfränkischen Landkreises Bad Kissingen, gehört zu den Bad Kissinger Baudenkmälern und ist unter der Nummer D-6-72-114-40 in der Bayerischen Denkmalliste registriert.

## Geschichte
Der im Jugendstil errichtete Kiosk befindet sich an der Straßenkreuzung Ludwigsbrücke/Bismarckstraße am Rand des Luitpoldparks. Er wurde im Jahr 1911 von Architekt Hans Hußlein als eingeschossiger Walmdachbau mit halbrunden Exedren erbaut.
Die plastische Grundauffassung des Jugendstils äußert sich in der Massenkomposition des Gebäudes.